# Рудзевич Іван Володимирович
Іван Володимирович Рудзевич (нар. 4 липня 2001, с. Шманьківчики, Україна) — український футболіст, чемпіон Дефлімпійських ігор (2022).
Тренер — Мирослав Танчик.

## Життєпис
Іван Рудзевич народився 4 липня 2001 року в селі Шманьківчиках, нині Заводської громади Чортківського району Тернопільської области України.
Закінчив Шманьківчицьку та Колиндянську загальноосвітні школи, Тернопільську спеціальну загальноосвітню школу-інтернат для дітей зі зниженим слухом, нині — студент Тернопільського національного педагогічного університету імені Володимира Гнатюка.
У 2020 році дебютував у чемпіонаті Тернопільської области з футболу в складі тернопільської команди «Агронива-ТНПУ». У 2021 році грав за ФК «Тернопіль-ТНПУ», згодом перейшов до команди «Інваспорт» (м. Полтава).
У 2022 році на XXIV Літніх Дефлімпійських іграх здобув золото.